# Zsidvei erődtemplom
A zsidvei erődtemplom műemlék Romániában, Fehér megyében. A romániai műemlékek jegyzékében az AB-II-a-A-00241 sorszámon szerepel.